# 侧长柱无心菜
侧长柱无心菜（学名：Arenaria longistyla var. pleurogynoides）为石竹科无心菜属下的一个变种。